# Risa Ota
Risa Ota (japonsky: 大田 理裟, anglický přepis: Risa Ota; * 27. ledna 1993, Jamaguči) je japonská reprezentantka ve sportovním lezení. Mistryně Asie v lezení na obtížnost.

## Výkony a ocenění

### Závodní výsledky
| Světový pohár | Světový pohár    | Světový pohár         | Světový pohár        | Světový pohár                 | Světový pohár         | Světový pohár      | Světový pohár             | Světový pohár      |
| Rok           | 2010             | 2011                  | 2012                 | 2013                          | 2014                  | 2015               | 2016                      | 2017               |
| ------------- | ---------------- | --------------------- | -------------------- | ----------------------------- | --------------------- | ------------------ | ------------------------- | ------------------ |
| Obtížnost     | 28-29            | 44                    | 29                   | 17                            | 11                    | 8                  | 15                        | 11                 |
| jednotlivě*   | -,20,-,19, 33,37 | -,-,-,-,12, -,-,-,-,- | 20,14,-, -,-,-,-,-,- | -,-,8,8, -,-,-,13             | 13,22,-,16, 6,13,8,9, | 10,10,-,7, 13,5,11 | 15-16,14,20, 15,10,11,25, | 13,10,14, 12,17,26 |
|               |                  |                       |                      |                               |                       |                    |                           |                    |
| Rychlost      | —                | —                     | —                    | 29-32                         | 37                    | 28-29              | —                         | —                  |
| jednotlivě*   | —                | —                     | —                    | 19,19, -,-,-                  | -,-,-,-, 15,-,-       | 14,-, -,-,-        | —                         | —                  |
|               |                  |                       |                      |                               |                       |                    |                           |                    |
| Bouldering    | 0                | 0                     | —                    | 87-95                         | —                     | —                  | 0                         | 0                  |
| jednotlivě    | ,41,             | ,43,33,               | —                    | 35-37,-, -,29-34, 41-43,-,-,- | —                     | —                  | ,35,                      | ,43,               |
|               |                  |                       |                      |                               |                       |                    |                           |                    |
| Kombinace     | —                | —                     | —                    | 15-16                         | 10                    | 4                  | —                         | 29                 |

- pozn.: nalevo jsou poslední závody v roce

| Mistrovství Asie | Mistrovství Asie | Mistrovství Asie | Mistrovství Asie |
| Rok              | 2014             | 2015             | 2016             |
| ---------------- | ---------------- | ---------------- | ---------------- |
| Bouldering       | 1                | 3                | 4                |